# Азамат (песня)
«Азамат» — лирическая башкирская народная песня узун-кюй. Наряду с другими песнями в 2020 году получила патент «башкирская народная песня».
Песня «Азамат» впервые записана М. Х. Хисматуллиным в 1937 году от исполнительницы С. Кулибаевой в деревне Темясово Баймакского района Башкирии. Опубликована в сборнике песен «Башкорт халыҡ йырҙары». По преданию, её перед смертью поёт песенный герой, желая дать жизненные советы другу. Варианты песни «Азамат» записаны учёными и музыкантами Х. Ф. Ахметовым, И. В. Сялтыковым, Г. 3. Сулеймановым и другими.
Напев песни медленный, с широким диапазоном, орнаментальными распевами и нисходящим движением. Обработки песни «Азамат» осуществлялись композиторами Х. Ф. Ахметовым, Р. А. Муртазиным, Д. Д. Хасаншиным — для голоса и флейты, Р. В. Сальмановым, М. П. Фоменковым — для хора a cappella, А. Г. Тихомировым — для солиста и хора, Т. А. Исмагиловым — для фортепиано, В. А. Зиновьевым - для альта соло.
Исполнителем песни является башкирский певец Хисматуллин Магафур Хисматуллович, Ильфак Смаков и другие.
Мелодия песни использована в опере «Айхылу» Н. И. Пейко.

## Текст
| Башкирский | Русский |
| --- | --- |
| Алыҫтарҙан, ай, күренгән Ирәмәлкәй тауҙың аҡ ташы. Ҡайҙа бармай, ниҙер күрмәй Ир-егеткәй менән ат башы. Алыҫтарҙан, ай, күренгән Азаматов кантон йәйләүе. Йәйләү буйҙарын йәмләндергән Шәрифә ҡыҙҙың ҡолон бәйләүе. | Ай, вдалеке виднеются, Белые скалы Иремеля, Где только не бывает, чего только не видит, Джигит со своим конём, Ай, вдалеке виднеется, Азаматовского кантона йяйлау. Долину йяйлау украшает, Девушка Шарифа, что приручает жеребят |